# Oscar dos Santos Júnior
Monsenhor Oscar dos Santos Júnior (Iporanga, 18 de outubro de 1916 — Apiaí, 6 de junho de 2020) foi presbítero católico e poeta brasileiro. Era pároco emérito da Paróquia Santo Antônio de Apiaí, São Paulo, a qual dirigiu por mais de quarenta anos. Como escritor, pertenceu à Academia  Piracicabana  de  Letras e foi membro-correspondente da Academia Brasiliense de Letras (cadeira nº 59, cujo patrono é Alberto de Oliveira).

## Biografia

### Juventude e sacerdócio
Nasceu em Iporanga, Estado de São Paulo, filho do de Maria Aparecida e Oscar Laureano dos Santos. Ali fez seus primeiros estudos.
Estudou Filosofia e Teologia no Seminário Central da Imaculada Conceição, em São Paulo, capital. Foi ordenado sacerdote em 8 de dezembro de 1945, em Santos, pelas mãos de Dom Idílio José Soares.
Trabalhou em várias missões apostólicas, em Santos, São Vicente e Guarujá.
Em 19 de abril de 1952, tornou-se pároco de Santo Antônio de Apiaí, município contíguo a Iporanga. Como pároco, foi o responsável pela construção da atual Igreja Matriz de Santo Antônio e da Casa Paroquial, concluídos em 1962, edifícios de grande relevância para a comunidade católica e símbolos da cidade de Apiaí.
Em junho de 1962, conquistou o titulo de monsenhor, em reconhecimento ao seu trabalho.
Pároco fervoroso, sob sua liderança e iniciativa tornou realidade vários projetos como o Serviço de Obras Sociais – SOS e o Lar Fraterno São Vicente de Paulo – Asilo, instituições de filantropia que prestam serviços de relevância à comunidade local.
Em dezembro de 2007, seu nome foi dado a um conjunto habitacional edificado pela Prefeitura de Apiaí em convênio com o Governo do Estado no bairro Pinheiro.

### Obras publicadas
Monsenhor Oscar também é notável escritor e poeta, tendo publicado as seguintes obras:
- Folhas ao Vento;
- Brisa das Montanhas;
- Quarenta Graus;
- Bodas de Ouro;
- Os Salmos em Métrica Poética (com apresentação de Dom Joel Ivo Catapan e prefácio de Austregésilo de Ataíde);
- Miscelânea Jornalística.

Escreveu também, em prosa ou verso, para o jornal O Alto Vale.

### Centenário
As comemorações do centenário de Monsenhor Oscar começaram a ser planejadas com três meses de antecedência. Os organizadores do evento pesquisaram sobre os sacerdotes mais idosos, procuraram no Anuário Católico e com a Conferência Nacional dos Bispos do Brasil (CNBB), verificaram que o Monsenhor é o terceiro padre mais velho do mundo e o decano no Brasil.
A missa comemorativa foi realizada em 16 de outubro de 2016, domingo, e foi presidida por Dom José Moreira de Melo, então bispo da Diocese de Itapeva, junto ao bispo coadjutor Dom Arnaldo Carvalheiro Neto e Dom Fernando Legal, hoje bispo-emérito de São Miguel Paulista, que foi bispo de Itapeva de 1980 a 1985.
A missa contou com grande público, do qual grande parte de fieis que foram batizados ou tiveram o casamento realizado pelo Monsenhor Oscar. A estimativa foi de aproximadamente 2100 pessoas, e as ruas próximas à igreja estavam tomadas de veículos e na praça muitos acompanhavam a missa ouvindo a caixa de som, pois, não haviam lugares dentro da igreja.
O evento contou com a colaboração da diretora de Turismo de Apiaí, Lia Camargo, da Secretaria Municipal de Turismo, Cultura e Meio Ambiente, dos funcionários do SAMU (Serviço Móvel de Atendimento de Urgência), o apoio da Guarda Municipal de Apiaí e da Sabesp (Companhia de Saneamento Básico do Estado de São Paulo).
Entre as diversas homenagens, foi lida uma carta escrita pelo governo do Estado de São Paulo e entregue um bolo com cem velas. Foram distribuídos quatro mil pedaços de bolo confeccionados pela Pastoral da Acolhida e Projeto de Evangelização do SINE (Sistema Integral da Nova Evangelização).

### Morte
Monsenhor Oscar faleceu aos 103 anos de idade, de causas naturais, em sua casa, em Apiaí, São Paulo.